# Wolfgang Marquardt

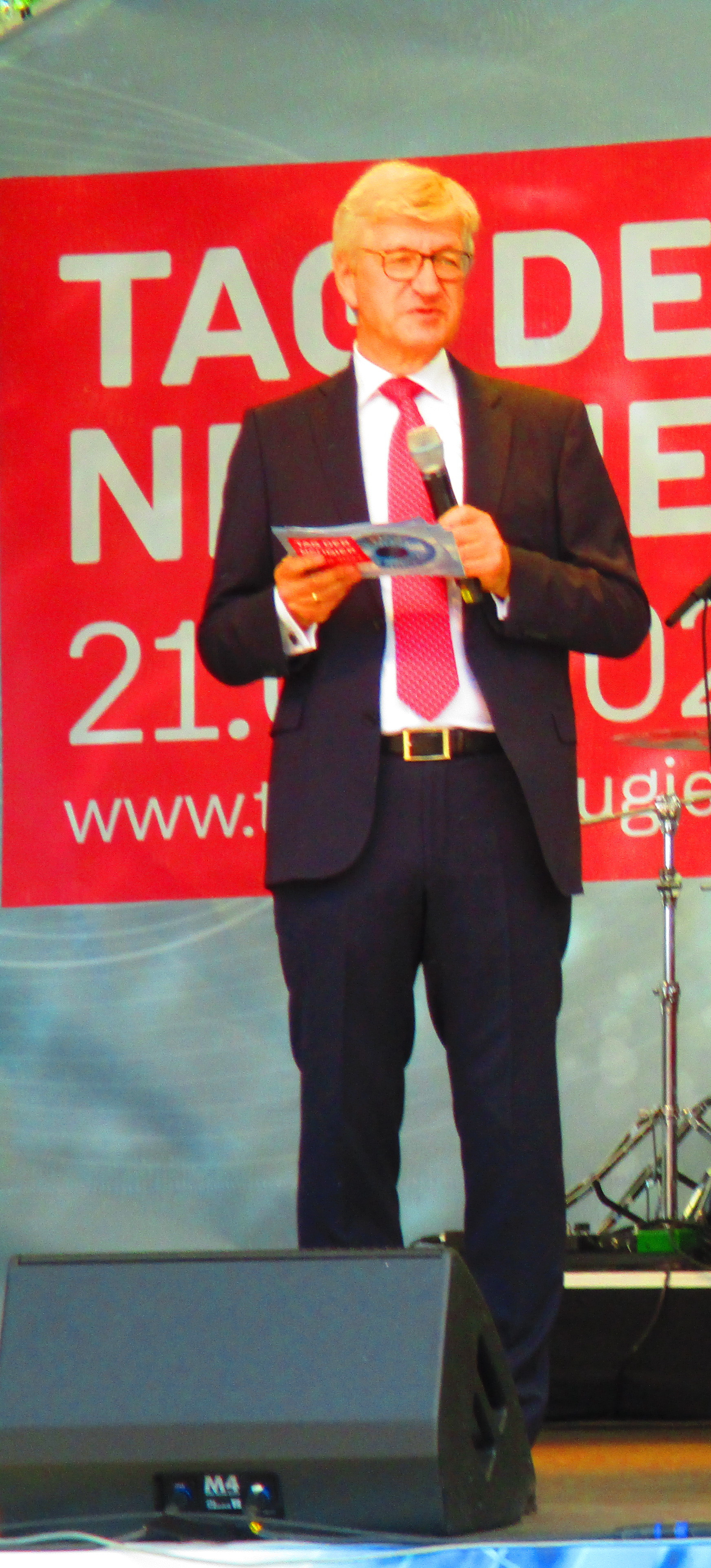
Wolfgang Marquardt

Wolfgang Marquardt (* 21. April 1956 in Böblingen) ist Professor für Prozesstechnik an der RWTH Aachen; er war von 2011 bis Mitte 2014 Vorsitzender des deutschen Wissenschaftsrats. Von 2014 bis 2023 leitete er das Forschungszentrum Jülich als Wissenschaftlicher Geschäftsführer und Vorsitzender des Vorstands.

## Leben
Wolfgang Marquardt studierte von 1976 bis 1982 Verfahrenstechnik an der Universität Stuttgart und arbeitete danach bis 1992 zunächst als wissenschaftlicher Mitarbeiter und dann als Wissenschaftlicher Assistent (C1) am dortigen Institut für Systemdynamik und Regelungstechnik. Seine Dissertation zur Nichtlinearen Wellenausbreitung in Stofftrennprozessen schloss er 1988 ab. Sie wurde mit dem Preis der Freunde der Universität Stuttgart ausgezeichnet. Nach einem Forschungsaufenthalt als Post-Doc am Department of Chemical Engineering der University of Wisconsin–Madison von 1989 bis 1990 schloss er 1992 seine Habilitation im Lehrgebiet Prozessdynamik und Prozessführung an der Universität Stuttgart ab.
1992 trat Wolfgang Marquardt eine Professur in der Fakultät für Maschinenwesen der RWTH Aachen an. Er baute den neu gegründeten Lehrstuhl für Prozesstechnik auf, der später zu einem Teil des Lehrstuhlverbunds Aachener Verfahrenstechnik wurde. 1999 kehrte Wolfgang Marquardt als Gastprofessor im Rahmen des Programms „Olaf A. Hougen Professorship“ an das Department of Chemical Engineering der University of Wisconsin-Madison zurück. 2004 hatte er eine Gastprofessor an der Technischen Universität Delft inne. 2001 wurde er mit dem Leibniz-Preis der Deutschen Forschungsgemeinschaft ausgezeichnet.
Von 2004 bis 2010 war Wolfgang Marquardt Mitglied des Senats der Deutschen Forschungsgemeinschaft (DFG) und seit 2010 Mitglied im deutschen Wissenschaftsrat. Anfang 2011 wurde Marquardt zum Vorsitzenden des Wissenschaftsrats gewählt, 2012 und 2013 wiedergewählt.
Marquardt war der deutsche Vertreter im Stakeholder Board des Human Brain Project, das bis September 2023 lief.
Vom 1. Juli 2014 bis 31. Juli 2023 war Marquardt Vorstandsvorsitzender des Forschungszentrums Jülich. Er löste Achim Bachem in dieser Funktion ab. Seine Nachfolgerin ist Astrid Lambrecht.

## Forschungsschwerpunkte

Logo des Instituts Aachener Verfahrenstechnik

- Modellgestützte, systemwissenschaftliche Methoden für Entwicklung und Betrieb von industriellen Stoffwandlungsprozessen (Modellierung, Analyse, Prozesssynthese, Überwachung und Regelung, numerische Optimierungsmethoden)
- Neue Produkte und Prozesse unter Berücksichtigung erneuerbarer Kohlenstoffquellen, effiziente Nutzung (erneuerbarer) Energien.

## Auszeichnungen
- 1988: Preis der Freunde der Universität Stuttgart für die Dissertation
- 1989: Postdoktoranden-Stipendium der NATO
- 1990: Arnold-Eucken-Preis der VDI-Gesellschaft Verfahrenstechnik und Chemie-Ingenieurwesen (GVC)
- 2001: Gottfried-Wilhelm-Leibniz-Preis
- 2007: Fellow of the International Federation of Automatic Control (IFAC Fellow)
- 2023: Fellow of the Royal Academy of Engineering, Großbritannien

## Engagement und Mitgliedschaften
- Vorsitzender des Wissenschaftsrates (2011–2014)
- Mitglied des Wissenschaftsrates (seit 2010)
- Mitglied des Senats der DFG (2004–2010)
- Mitglied der Nordrhein-Westfälischen Akademie der Wissenschaften und der Künste (seit 1998)
- Mitglied der Deutschen Akademie für Technikwissenschaften (acatech)
- Mitglied der Leopoldina (seit 2013)[6]
- Mitglied im Rat für Informationsinfrastrukturen (seit November 2014)
- Mitglied der National Academy of Engineering (seit 2020)
- Mitglied des Wissenschaftlichen Senates der Nationalen Forschungsdateninfrastruktur (Seit 2021)[7]

## Publikationen
Wolfgang Marquardt veröffentlichte bisher über 200 Zeitschriftenartikel, mehr als 25 Artikel in Büchern und publizierte in mehr als 160 begutachteten Konferenzen.
Auswahl wichtiger Publikationen:
- M. Brendel, D. Bonvin, W. Marquardt: Incremental Identification of Kinetic Models for Homogeneous Reaction Systems. In: Chemical Engineering Science. Band 61, 2006, S. 5404–5420.
- J. Bausa, R. von Watzdorf, W. Marquardt: Shortcut Methods for Nonideal Multicomponent Distillation: 1. Simple Columns. In: AIChE Journal. Band 44, Nr. 10, 1998, S. 2181–2198.
- W. Marquardt, M. Mönnigmann: Constructive nonlinear dynamics in process systems engineering. In: Computers und Chemical Engineering. Band 29, 2005, S. 1265–1275.
- A. Bardow, V. Göke, H.-J. Koß, K. Lucas, W. Marquardt: Concentration-dependent diffusion coefficients from a single experiment using model-based Raman spectroscopy. In: Fluid Phase Equilibria. Band 228-229, 2005, S. 357–366.
- R. Bogusch, B. Lohmann, W. Marquardt: Computer-Aided Process Modeling with MODKIT. In: Comput. Chem. Eng. Band 25, 2001, S. 963–995.
- W. Marquardt, J. Morbach, A. Wiesner, A. Yang: OntoCAPE – A Re-usable Ontology for Chemical Process Engineering. RWTH Edition. Springer, Berlin/ Heidelberg 2010, ISBN 978-3-642-04654-4.

Preise für Publikationen:
- 1997: Best Paper Award, International Conference on Distillation & Absorption, Maastricht
- 2003: Best Paper Award, International Conference on Foundations of Process Operations, FOCAPO 2003
- 2004: 11th Roger Sargent Lecture, Imperial College, London
- 2004: Best Paper Award, International Conference on Foundations of Process Design, FOCAPD 2004
- 2005: Best Paper Award, European Symposium on Computer-Aided Process Engineering, Escape-15
- 2008: Danckwerts Lecture, AIChE Annual Meeting, Philadelphia, USA
- 2010: atp Award, „Bester Beitrag Hochschule“, Automatisierungskongress Baden-Baden
- 2011: Best Paper Award, Computers and Chemical Engineering